# Wereldkampioenschappen moderne vijfkamp 1957
De wereldkampioenschappen moderne vijfkamp 1957 werden gehouden in Stockholm in Zweden. Er stonden twee onderdelen op het programma alleen voor mannen. 

## Medailles

### Mannen
| Onderdeel   | Goud | Goud                                              | Zilver | Zilver                                    | Brons | Brons                                   |
| ----------- | ---- | ------------------------------------------------- | ------ | ----------------------------------------- | ----- | --------------------------------------- |
| Individueel | URS  | Igor Novikov                                      | URS    | Aleksandr Tarassov                        | URS   | Nikolaj Tatarinov                       |
| team        | URS  | Igor Novikov Aleksandr Tarassov Nikolaj Tatarinov | FIN    | Väinö Korhonen Eero Lohi Kelevi Pakarinen | HUN   | János Bódy Géza Ferdinándy Sándor Szabó |

### Medaillespiegel
| Plaats | Land        | Goud | Zilver | Brons | Totaal |
| 1      | Sovjet-Unie | 2    | 1      | 1     | 4      |
| 2      | Finland     | 0    | 1      | 0     | 1      |
| 3      | Hongarije   | 0    | 0      | 1     | 1      |
| Totaal | Totaal      | 2    | 2      | 2     | 6      |